# Danir
Danir AB är ett svenskt förvaltningsbolag för it-entreprenören Dan Olofssons investeringar. Danir äger, förvaltar och deltar aktivt i utvecklingen av noterade och onoterade bolag, främst inom utvecklingsintensiva branscher. Danir grundades 1986 och har sitt huvudkontor i Malmö. Dan Olofssons son Johan Glennmo är styrelseordförande.